# Subaru Forester
Subaru Forester − samochód osobowy z pogranicza crossoverów i SUV-ów klasy kompaktowej produkowany przez japońską markę Subaru od 1997 roku. Od 2024 roku produkowana jest szósta generacja pojazdu.

## Pierwsza generacja
Subaru Forester I po raz pierwszy został zaprezentowany podczas targów motoryzacyjnych w Tokio w 1995 roku jako koncept Streega. Dwa lata później rozpoczęto produkcję pojazdu.

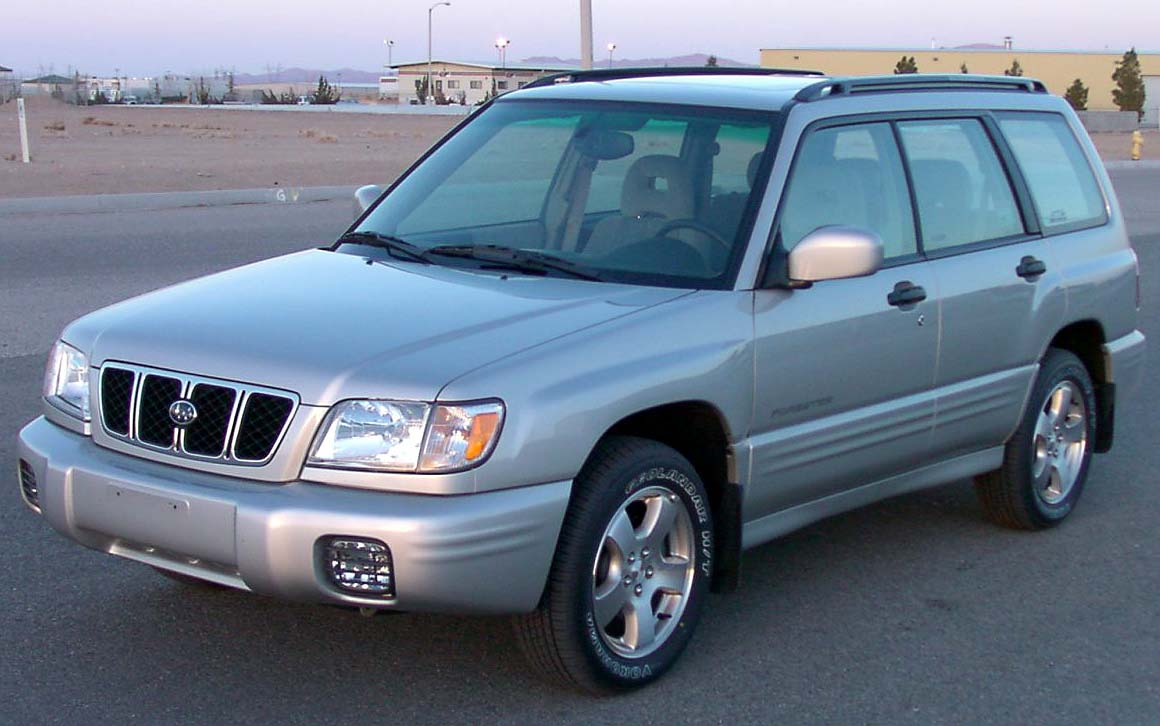
Subaru Forester I po liftingu

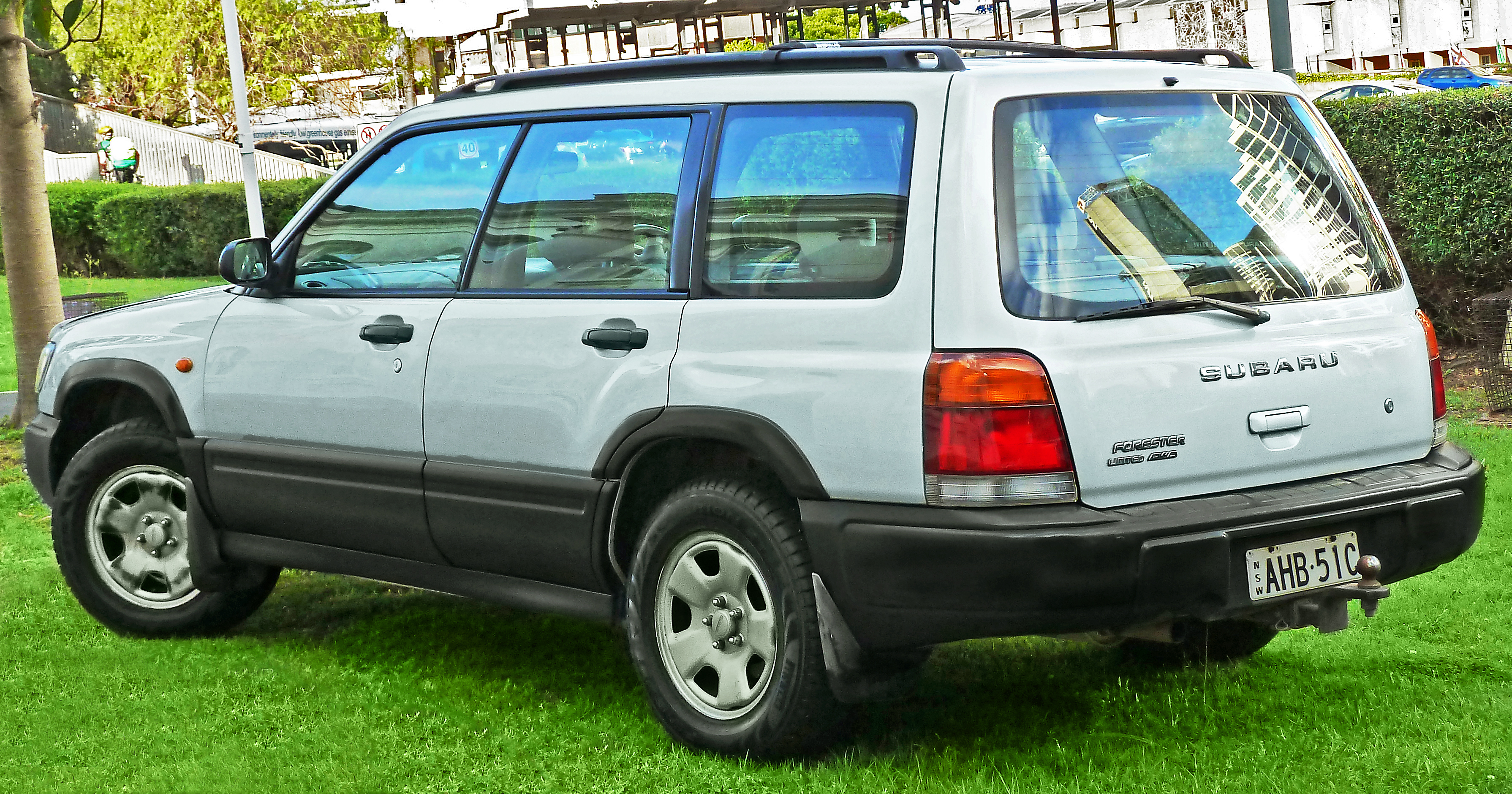
Tył Subaru Forester I przed liftingiem

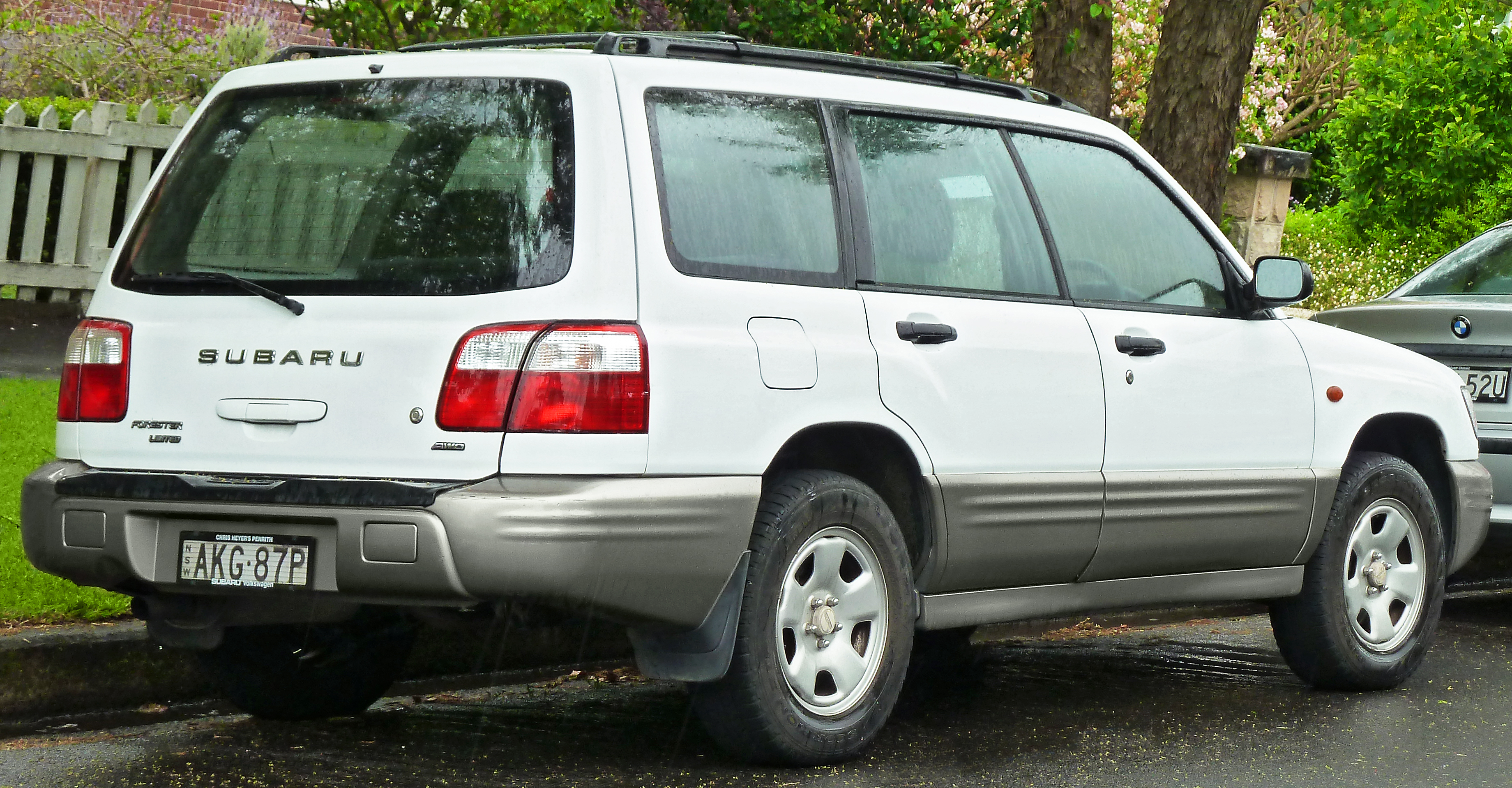
Tył Subaru Forester I po liftingu

W 2000 roku samochód przeszedł facelifting. Samochód zdobył tytuł Najlepszego samochodu rekreacyjnego z napędem na cztery koła w Australii w latach 2000, 2001 oraz 2002. Auto oparte na technologicznych rozwiązaniach stosowanych w Subaru Imprezie okazało się świetnym połączeniem kombi i małego SUV-a.

### Wersje wyposażeniowe
- L
- S
- GX
- GLS
- GT
- Limited
- Special Edition

Dane techniczne: 
Wersja: 
1) 2.0 16V 122 KM produkcja od: 1997 do 2002 r. Moc: 122 KM przy 5600 obr./min. Moment obrotowy: 176 Nm.
Prędkość maksymalna (skrzynia manualna): 178 km/h. Przyśpieszenie: 10,8 s do 100 km/h.
2) 2.0 16V 125 KM produkcja od: 1998 do 2002r Moc: 125 KM przy 5600 obr./min. Moment obrotowy: 186 Nm
Osiągi:
Prędkość maksymalna: skrzynia manualna 178 km/h. Przyśpieszenie: 10,7 s do 100 km/h
Prędkość maksymalna: skrzynia automatyczna 166 km/h. Przyśpieszenie 12,4 s do 100 km/h
3) 2.0 16V Turbo 170 KM produkcja od: 1998 do 2002 r. Moc: 170 KM przy 5600 obr./min. Moment obrotowy: 240 Nm
Prędkość maksymalna skrzynia manualna: 198 km/h. Przyśpieszenie 8,4 s do 100 km/h

## Druga generacja
Subaru Forester II został zaprezentowany podczas targów motoryzacyjnych w Chicago w 2002 roku.

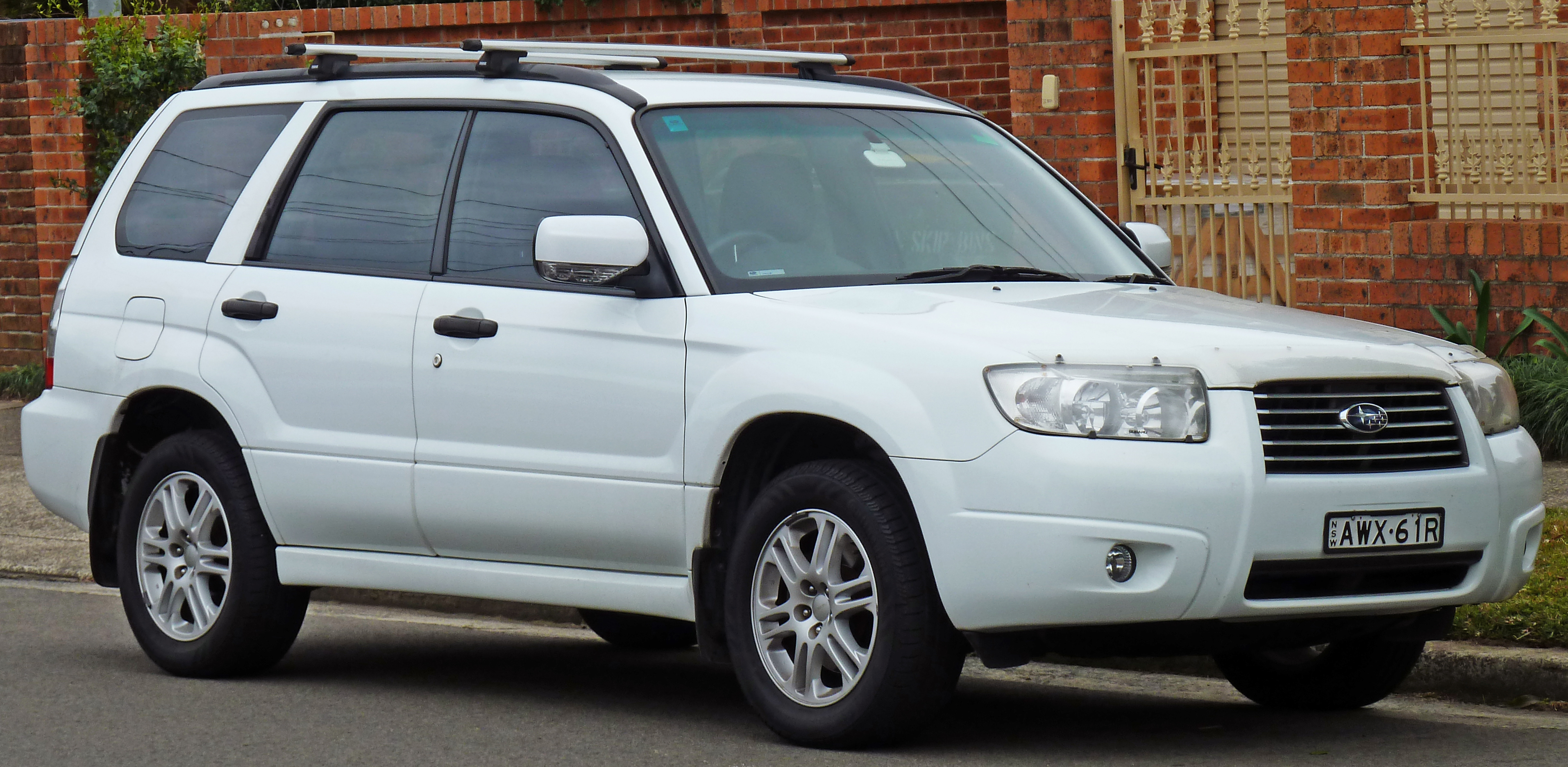
Subaru Forester II po liftingu

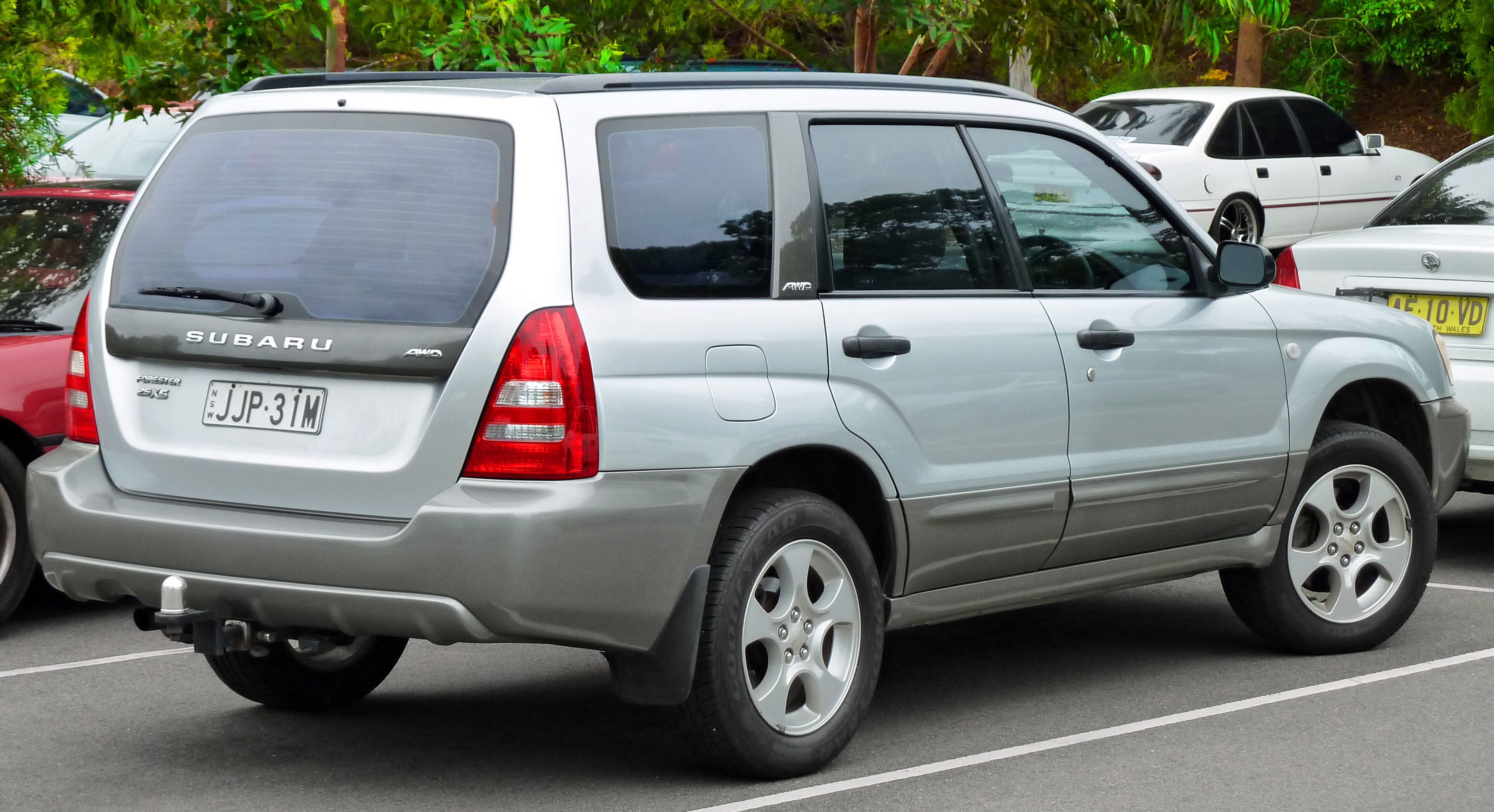
Tył Subaru Forester II przed liftingiem

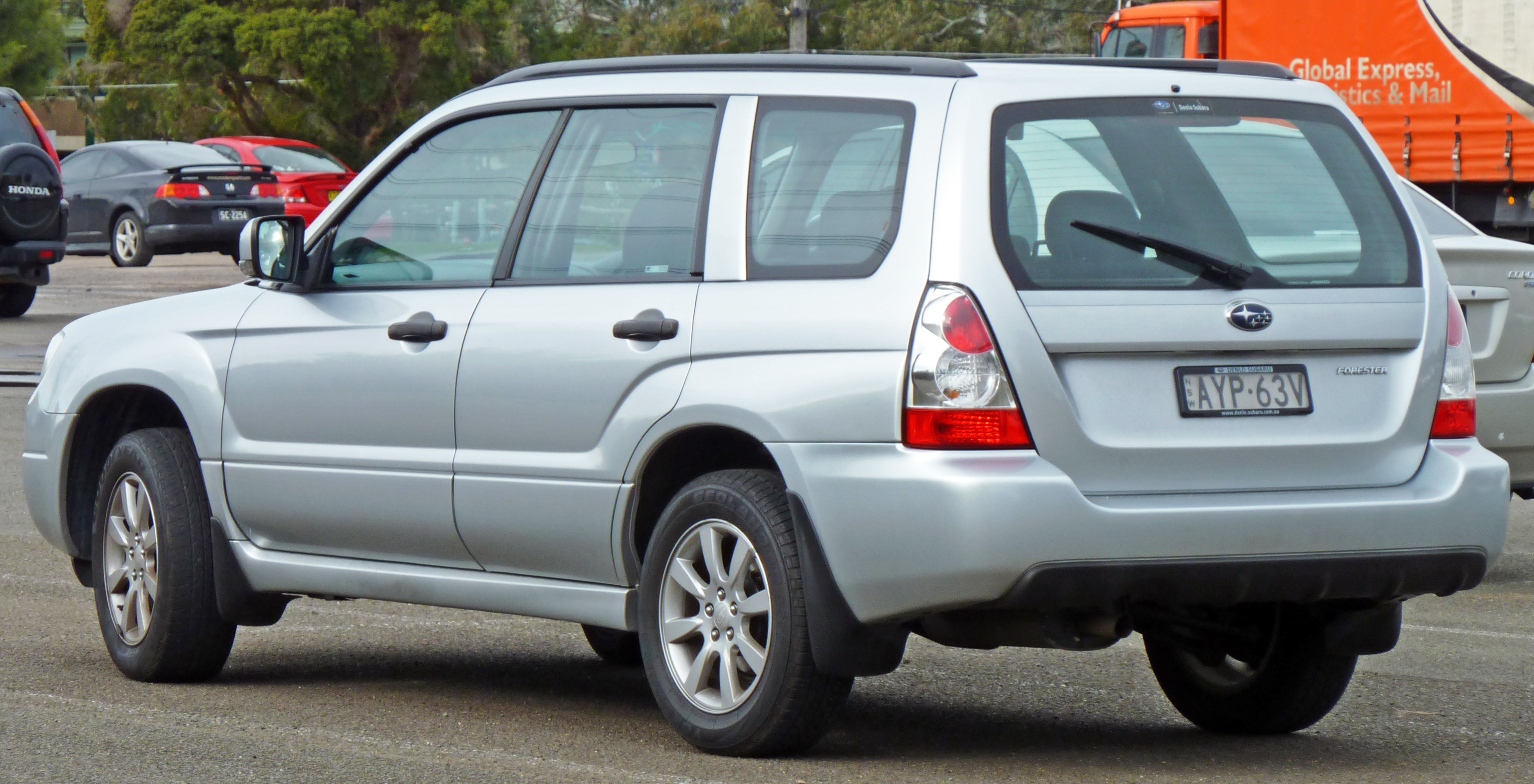
Tył Subaru Forester II po liftingu

Stylistycznie auto zostało generalnie odświeżone i unowocześnione. Standardowo pojazd wyposażono w napęd Symmetrical AWD. Wersje z 5-biegową skrzynią manualną zostały wyposażone w napęd 4×4, z centralnym mechanizmem różnicowym i sprzęgłem wiskotycznym. Z kolei w odmianach z 4-stopniowym automatem rozdział napędu regulowany jest za pośrednictwem sprzęgła wielopłytkowego.
W 2006 roku samochód poddano face liftingowi. Zmieniono m.in. wygląd przednich reflektorów, grilla oraz zderzaków. Z tyłu pojazdu zastosowano przezroczyste lampy podobnego do tych stosowanych przez Lexusa. Przy okazji liftingu w lusterkach zewnętrznych umieszczono kierunkowskazy.
Auto zdobyło trzy razy nagrodę Najlepszego SUV-a według magazynu Car and Driver's w latach 2004, 2005 i 2006.

### Wersje wyposażeniowe
- X
- XS
- XS LL Bean
- XT
- XT Limited
- Sports
- STI

## Trzecia generacja
Subaru Forester III został zaprezentowany 25 grudnia 2007 roku w Japonii. Oficjalna premiera pojazdu miała miejsce w styczniu 2008 roku podczas targów motoryzacyjnych w Detroit. Zgodnie z tradycją marki, pod maską znalazł się silnik typu bokser – to jedyny taki przypadek w klasie kompaktowych SUV-ów. Forester wyróżnia się także stałym napędem 4×4, który był jednak dostępny wyłącznie w wersji ze skrzynią manualną. W wersjach z „automatem” zastosowano już sprzęgło płytkowe.

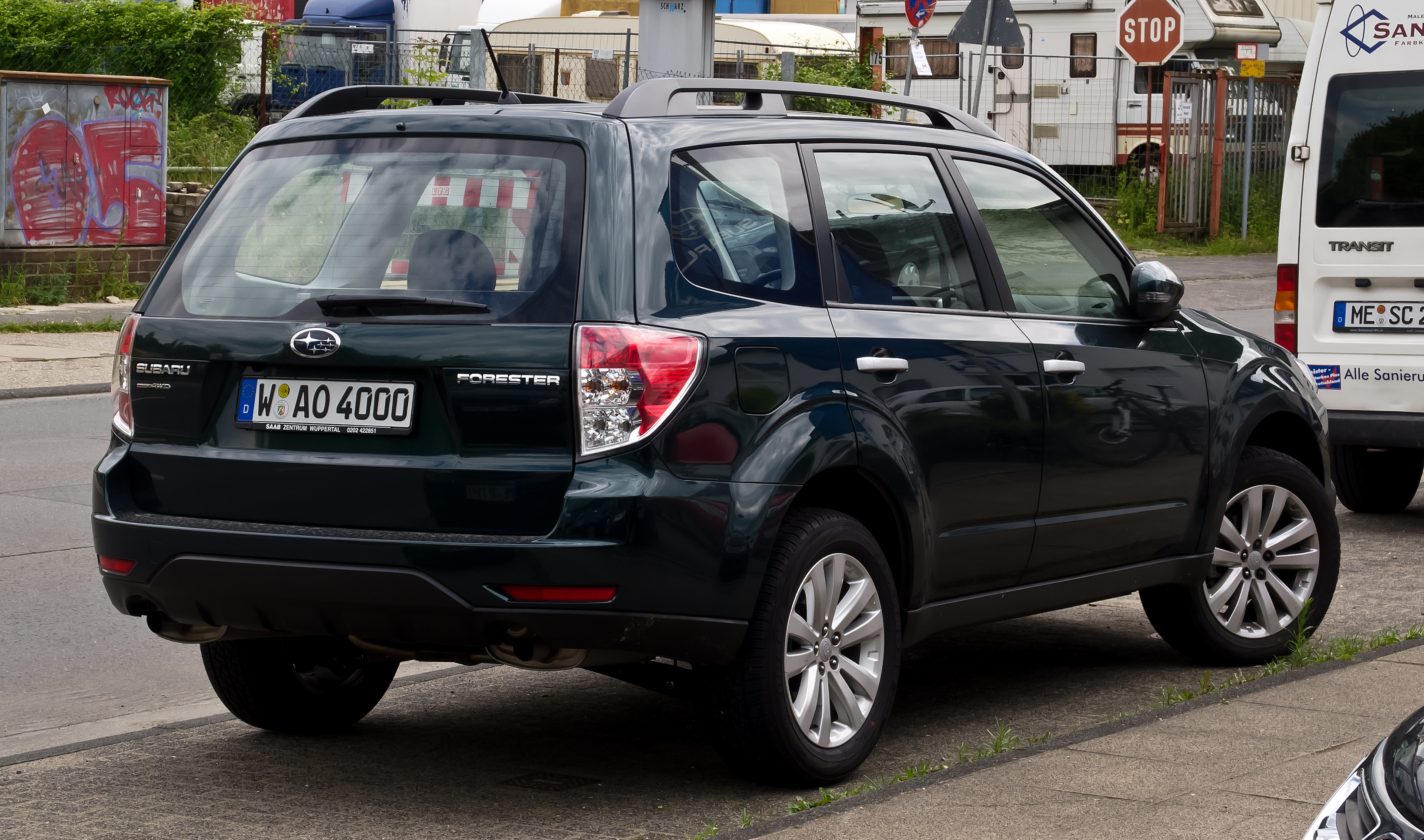
Tył Subaru Forester III

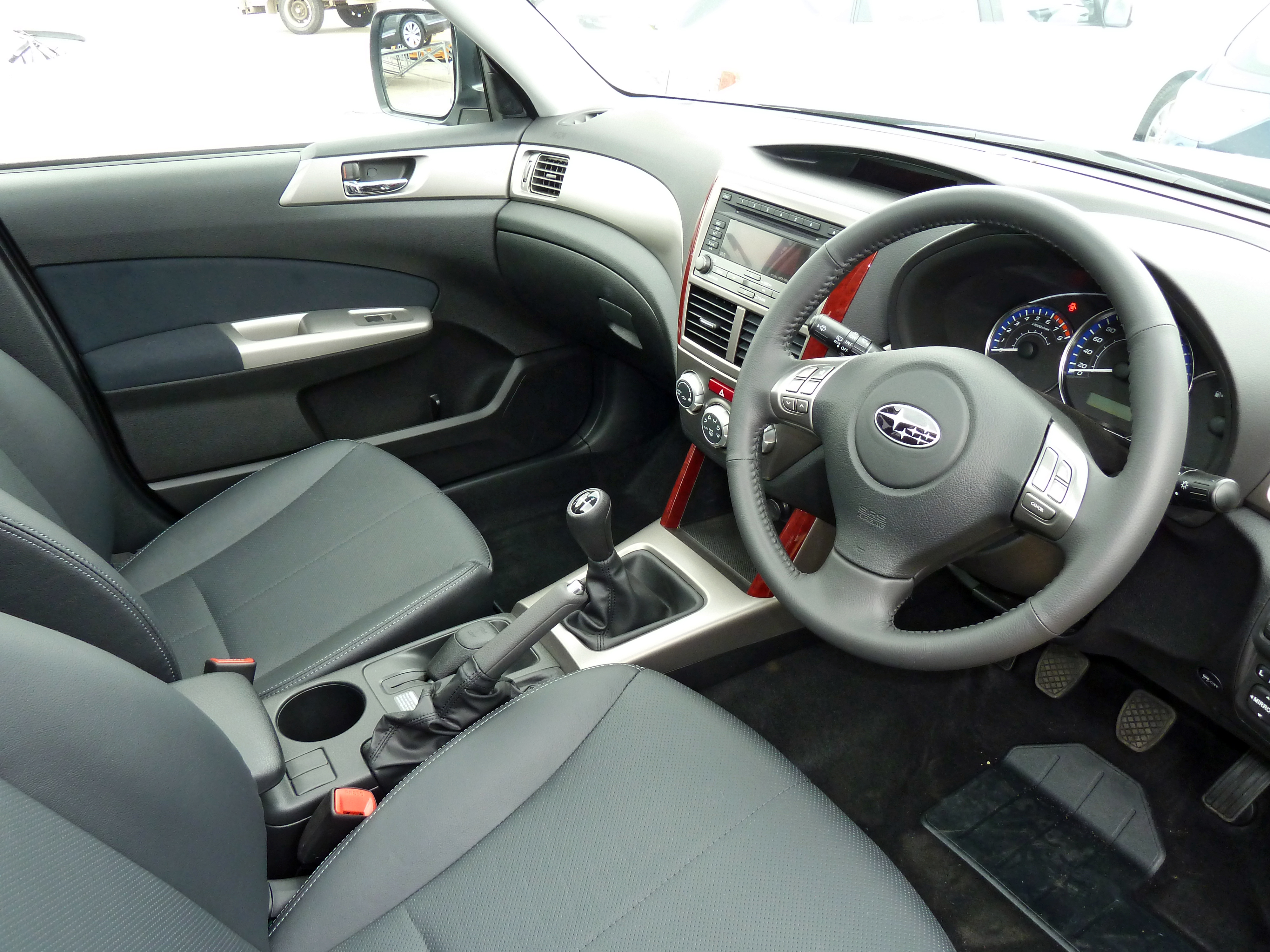
Wnętrze Subaru Forester III

Forester III odróżnia się od swoich poprzedników pod względem stylistycznym. Zgodnie z nową koncepcją, swoim wyglądem zbliżył się on do tradycyjnych przedstawicieli klasy SUV. Jego sylwetka została znacznie uatrakcyjniona, poza tym model trzeciej generacji jest pierwszym w rodzinie Foresterów, który dostępny jest również z silnikiem Diesla. Jednak jednostka ta, szczególnie w wersji produkowanej przed 2011 r. nie była zbyt trwała i borykała się m.in. z problemem pękających wałów korbowych.
Forester III został wybrany najlepszym SUV-em 2009 roku według „Motor Trend Magazine”. W 2011 roku auto przeszło drobny face lifting.
Samochód wyposażony jest w stały napęd wszystkich kół AWD – Symmetrical All-Whell Drive.

### Wersje wyposażeniowe[10]
- Active
- Comfort
- X
- XA
- XC
- XS
- XT
- S-Edition

Bazowe wyposażenie Subaru Forestera 3. generacji obejmowało m.in. klimatyzację, podgrzewane fotele, elektrycznie sterowane szyby i lusterka, a także system audio. Dodatkowo, w zależności od wersji, mogły się w nim znaleźć takie elementy jak relingi dachowe, tempomat czy tylna kamera ułatwiająca parkowanie. 

## Czwarta generacja
Subaru Forester IV został pierwszy raz zaprezentowany podczas targów motoryzacyjnych w Los Angeles. 

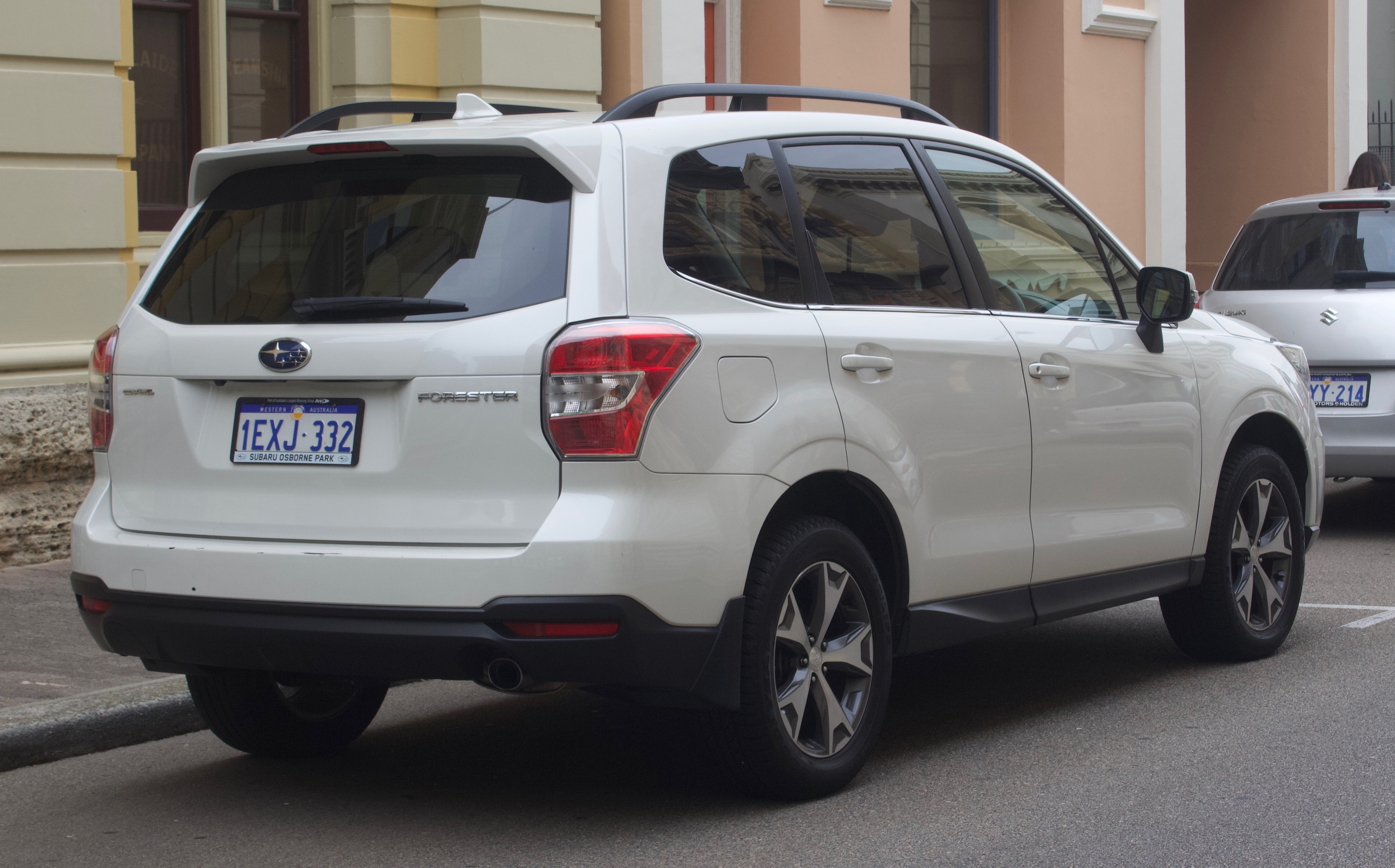
Subaru Forester IV - tył przed faceliftingiem

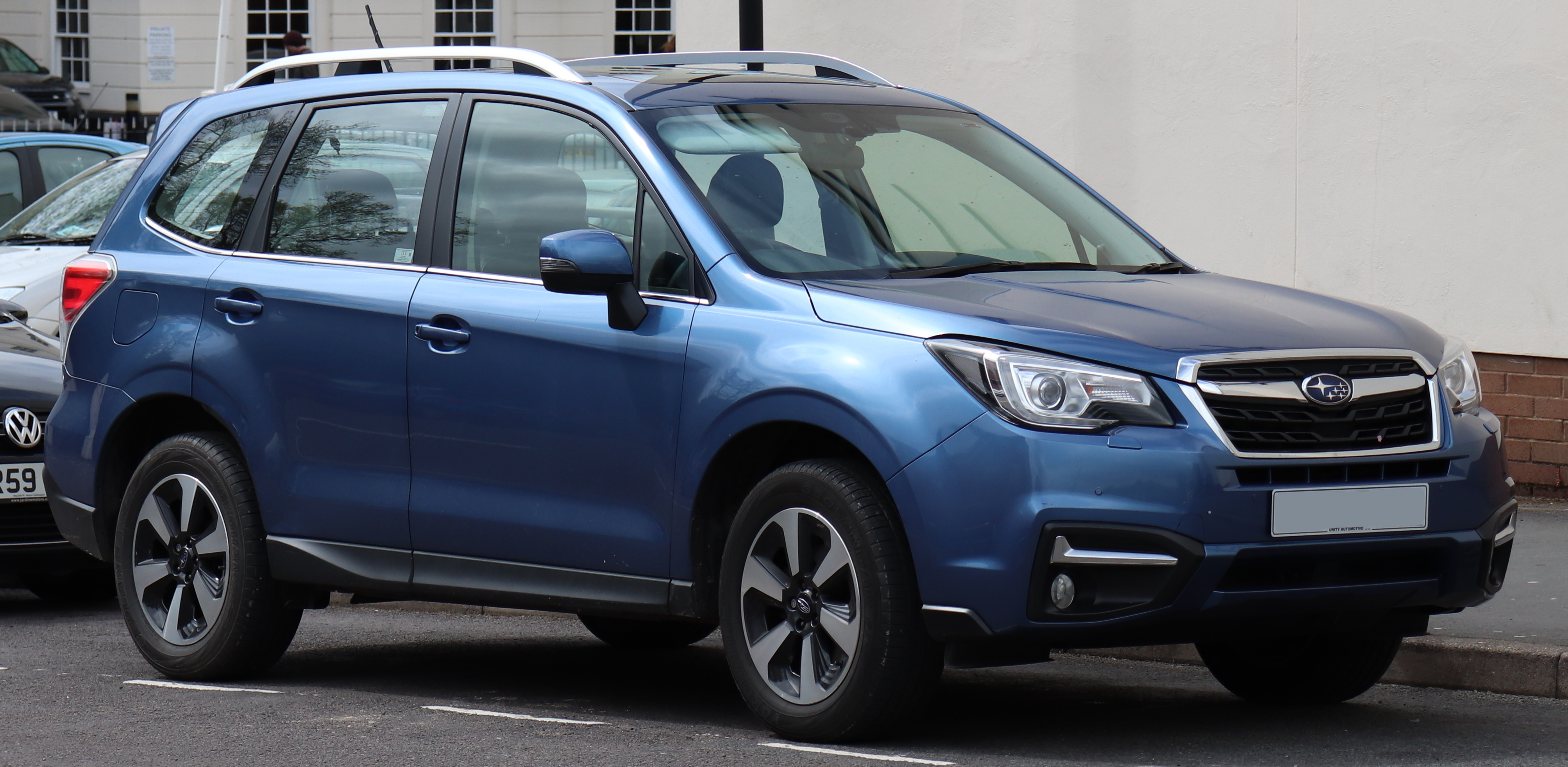
Tył Subaru Forester IV - po faceliftingu

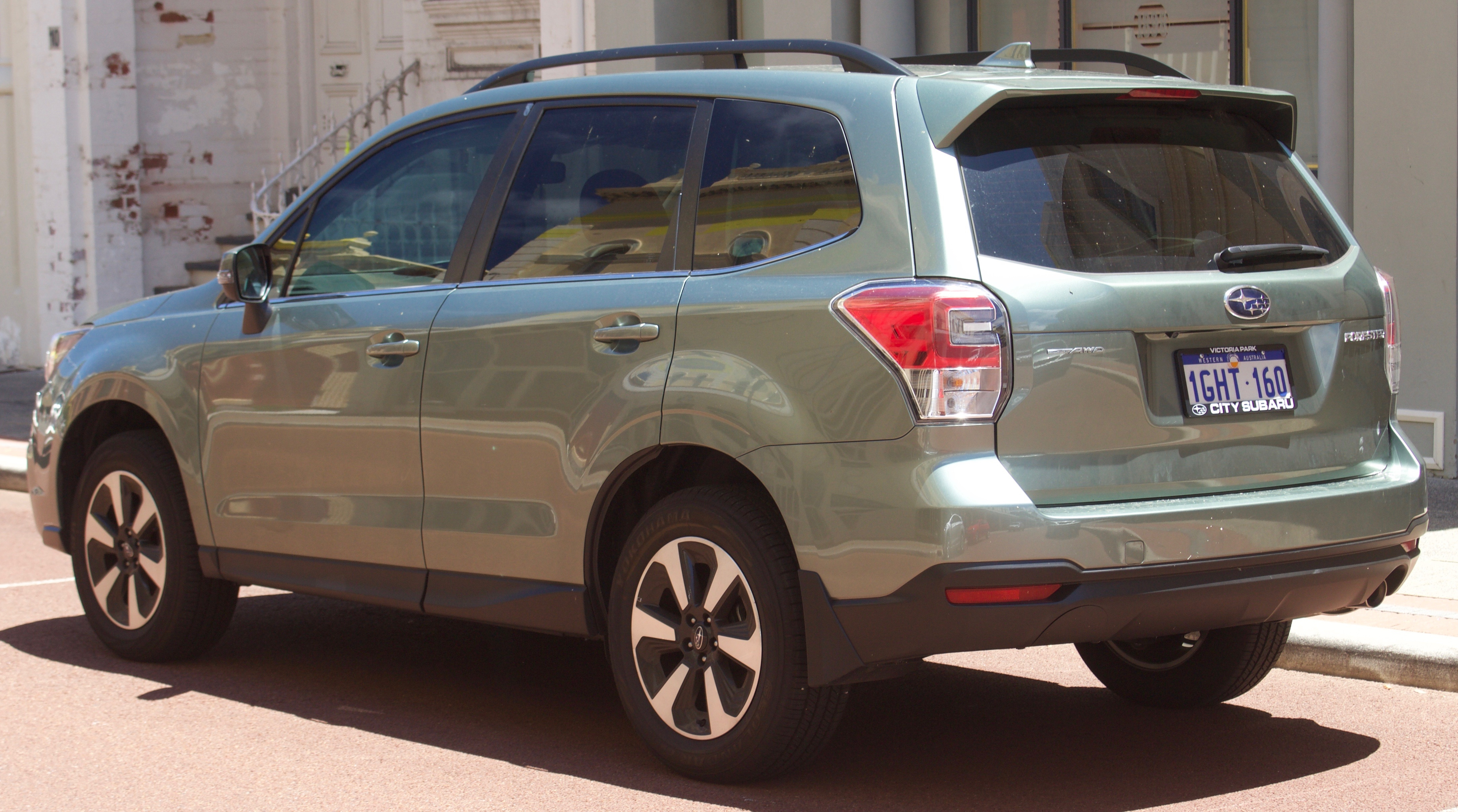
Subaru Forester IV - tył po faceliftingu

Subaru Forester czwartej generacji wprowadziło kilka nowości. Najważniejsze to, nowe silniki FB20 i FB25, zmodernizowany diesel EE20, opcja bezstopniowej skrzyni biegów (CVT) zamiast tradycyjnego automatu, ulepszony układ Driver Monitoring System, sterowanie gestami, 11,6-calowy ekran multimediów, bardziej aerodynamiczne lusterka zewnętrzne i system EyeSight (system wprowadzony dla modelu od 2017r).
Subaru Forester czwartej generacji przez swój okres produkcji dostał dwa mniejsze liftingi:
Lifting w 2015 roku obejmował: Zmiany w zestawie audio, Nowe przyciski na kierownicy, Zmodyfikowane pokrętła klimatyzacji, Zastąpienie antenki na dachu anteną w kształcie płetwy rekina. 
Lifting w 2016 roku wprowadził: Nowe przednie reflektory z dodatkowymi światłami LED, Zmodyfikowane tylne światła, Drobne zmiany w wyglądzie przedniego grilla i zderzaków. 
Lifting w 2017 roku wprowadził system EyeSight w roczniku modelowym 2017, jako opcja w modelach 2.5i i 2.0XT Touring. System EyeSight jest zaawansowanym systemem wspomagania kierowcy, który wykorzystuje kamery stereoskopowe do monitorowania przestrzeni przed samochodem i oferuje funkcje takie jak: adaptacyjny tempomat, system hamowania przedkolizyjnego i ostrzeganie o opuszczaniu pasa ruchu.

### Bezpieczeństwo

#### Co daje system EyeSight:[13]
- Adaptacyjny tempomat: Utrzymuje zadaną prędkość i automatycznie dostosowuje ją do prędkości pojazdu poprzedzającego, utrzymując bezpieczny odstęp.
- System hamowania przedkolizyjnego: Ostrzega o potencjalnym zderzeniu z innym pojazdem, pieszym lub przeszkodą, a w razie potrzeby automatycznie uruchamia hamowanie w celu uniknięcia kolizji lub zminimalizowania jej skutków.
- Ostrzeganie o opuszczaniu pasa ruchu: Informuje kierowcę o niezamierzonej zmianie pasa ruchu, pomagając uniknąć kolizji z innymi pojazdami lub zjechania z drogi.
- Dodatkowe funkcje: EyeSight może również ostrzegać przed niezamierzonym wciśnięciem pedału gazu w przód przy cofaniu, ograniczać moc silnika w takiej sytuacji oraz rozpoznawać linie na jezdni, krawędzie drogi, pieszych, rowerzystów i motocyklistów.

### Wersje wyposażeniowe
- Comfort
- Exclusive
- Platinum
- Active
- Limited
- Sport

W bazowej wersji (Comfort) wyposażenia oferował m.in. napęd na wszystkie koła Symmetrical AWD, system X-Mode, 17-calowe felgi aluminiowe, manualną klimatyzację, radio z CD/MP3 i Bluetooth, elektrycznie sterowane szyby i lusterka, centralny zamek, a także system EyeSight (w późniejszych rocznikach po 2017r). 

## Piąta generacja
Subaru Forester V światową premierę miał miejsce w Nowym Jorku podczas targów motoryzacyjnych.

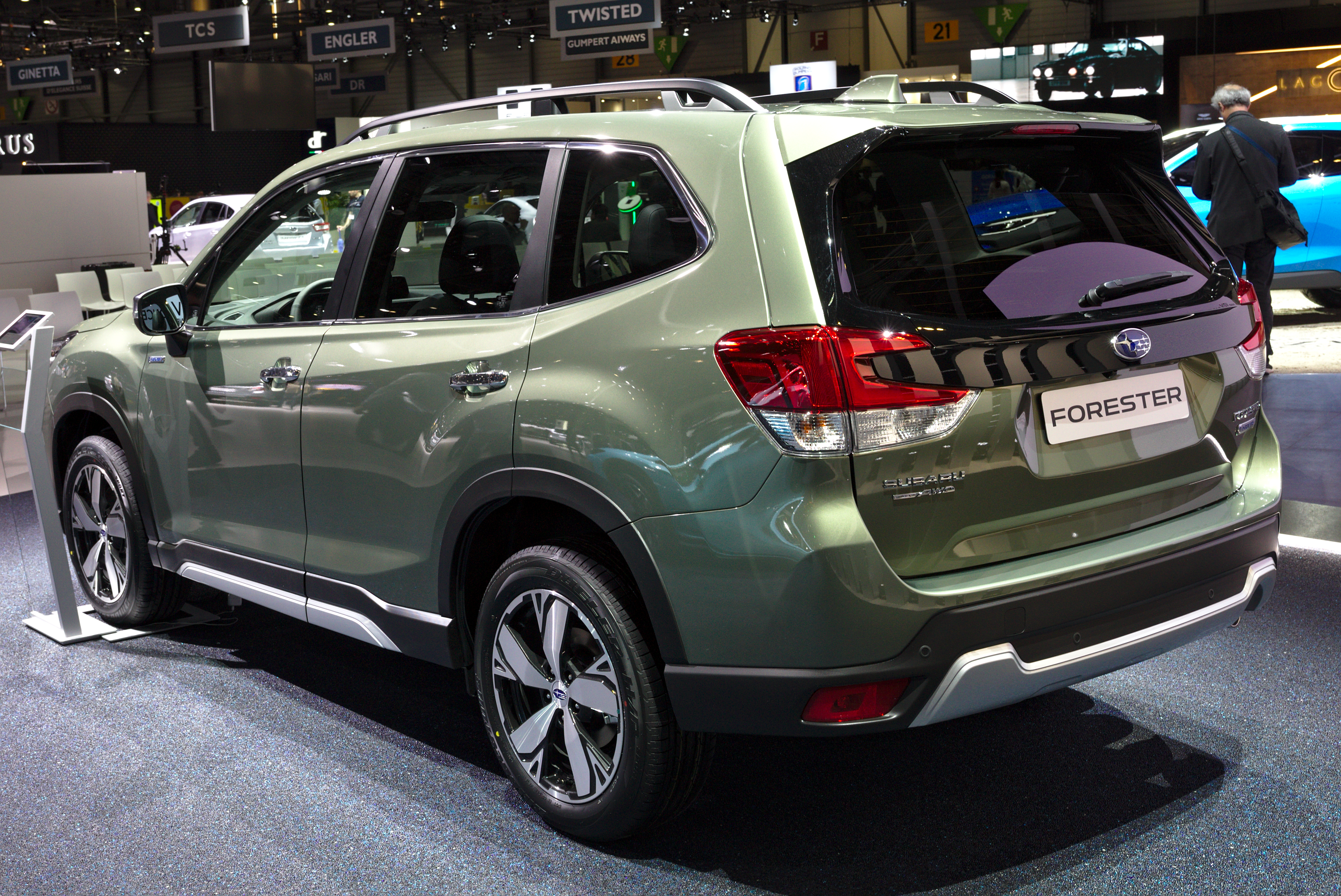
Subaru Forester V - tył przed faceliftingiem

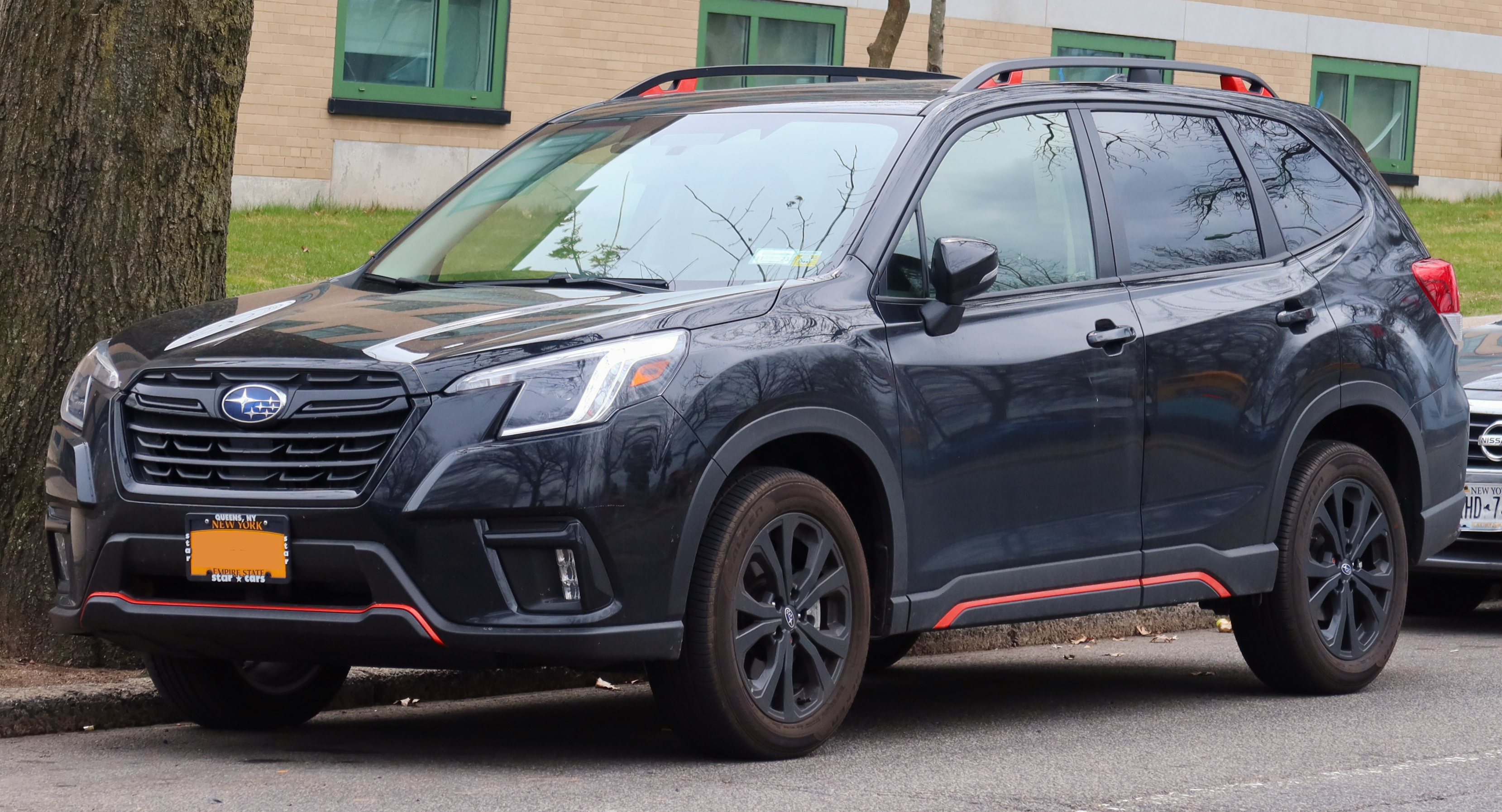
Subaru Forester V - po faceliftingu

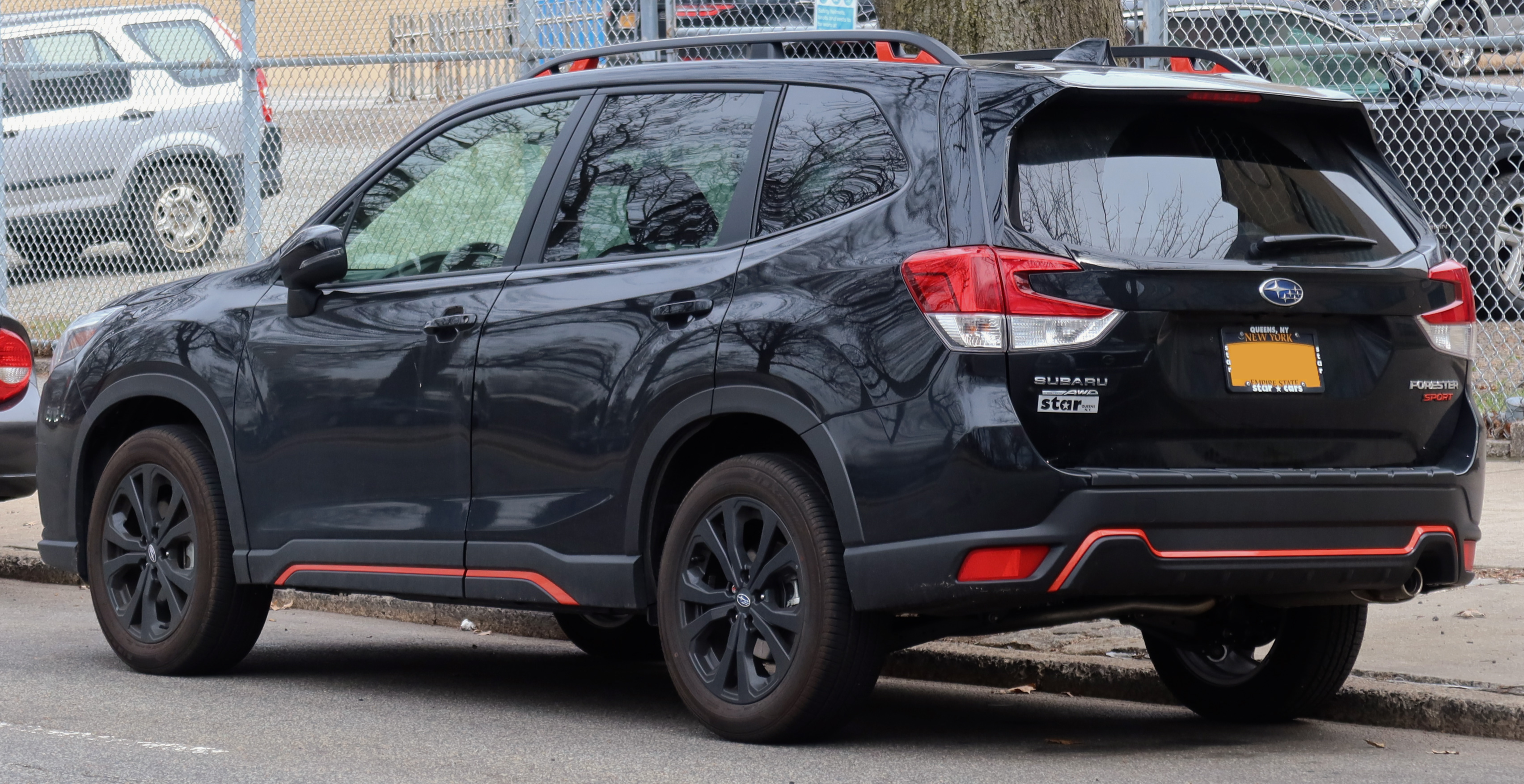
Subaru Forester V - tył po faceliftingu

Piąta generacja Subaru Forestera (wprowadzona w 2018 roku, a w Europie w 2019) przeszła w 2022 roku lifting. Najważniejsze zmiany to odświeżona stylistyka, w tym nowy grill i reflektory, a także modyfikacje w zawieszeniu i układzie kierowniczym. Ulepszono system bezpieczeństwa EyeSight, dodając m.in. możliwość omijania przeszkód i funkcje wspomagające kierowcę na autostradzie. Wprowadzono też nowe funkcje w systemie X-Mode dla jazdy terenowej.
Lifting piątej generacji Subaru Forestera przyniósł zmiany zarówno w wyglądzie, jak i w wyposażeniu. Z zewnątrz, przeprojektowano zderzak, reflektory i atrapę chłodnicy, nadając autu bardziej wyrazisty wygląd. Wprowadzono nowe kolory nadwozia, a także nowe wzory felg. Zmiany objęły również wnętrze, gdzie pojawiła się nowa funkcja sterowania gestami, pozwalająca na zmianę temperatury klimatyzacji ruchem dłoni. Ponadto, wprowadzono nowe systemy bezpieczeństwa, takie jak adaptacyjny tempomat z prowadzeniem środkiem pasa ruchu, udoskonalony asystent pasa ruchu oraz układ Pre-Collision Braking System z funkcją unikania kolizji na skrzyżowaniach.

### Bezpieczeństwo
W piątej generacji Subaru Forester, system EyeSight został znacząco ulepszony. Zastosowano nową, szerokokątną kamerę jednosobiektywową i nowy przedni radar, co poprawiło rozpoznawanie przeszkód. EyeSight w tej generacji oferuje 15 funkcji, w tym 5 nowych i 7 ulepszonych. Zmiany obejmują m.in. lepsze działanie w warunkach skrzyżowań, automatyczne unikanie przeszkód oraz bardziej naturalne utrzymanie pasa ruchu.

#### Zmiany w systemie EyeSight
- Nowa kamera i radar: Zastosowanie szerokokątnej kamery jednosobiektywową i nowego przedniego radaru znacząco poprawiło skuteczność rozpoznawania przeszkód.
- Rozszerzony zakres widzenia: Ulepszenia sprzętowe i oprogramowanie do rozpoznawania obrazu pozwalają na pewniejsze i bezpieczniejsze prowadzenie w różnych sytuacjach drogowych.[16]
- Nowe i ulepszone funkcje: EyeSight oferuje 15 funkcji, w tym 5 nowych, takich jak utrzymanie pasa ruchu z funkcją Lane Centering, automatyczne omijanie przeszkód (Autonomous Emergency Steering) oraz ulepszone hamowanie przedkolizyjne.
- Ulepszone hamowanie przedkolizyjne: Zoptymalizowany system EyeSight lepiej radzi sobie z hamowaniem przedkolizyjnym na skrzyżowaniach i w sytuacjach, gdy piesi lub rowerzyści wkraczają na jezdnię.
- Lepsze utrzymanie pasa ruchu: Funkcja Lane Centering odciąża kierowcę podczas długich tras, utrzymując samochód na środku pasa ruchu lub za poprzedzającym pojazdem. Dodatkowo, system lepiej radzi sobie z zakrętami i drogami bez oznakowania krawędzi.
- Automatyczne omijanie przeszkód: W sytuacjach, gdy zderzenie jest nieuniknione, system może pomóc w bezpiecznym ominięciu przeszkody, korygując tor jazdy.[17]
- Wyświetlacz EyeSight: System może być dodatkowo wyposażony w wyświetlacz, który pokazuje informacje o działaniu systemów wspomagających.[18]

### Wersje wyposażeniowe
- Trend
- Active
- Exclusive
- Special Edition*
- Platinum
- Platinum Black Edition*

*Wersja na zamówienie fabryczne.
Bazowa wersja Subaru Forester 5. generacji, oznaczona jako "Trend", zawiera m.in. klimatyzację automatyczną dwustrefową z filtrem przeciwpyłkowym, podgrzewane fotele, skórzaną kierownicę, system EyeSight (zestaw systemów bezpieczeństwa aktywnego), system wspomagania hamowania awaryjnego, system kontroli trakcji i stabilizacji toru jazdy (VDCS), Active Torque Vectoring, SRVD (Subaru Rear Vehicle Detection) oraz 17-calowe felgi aluminiowe.

## Szósta generacja
Subaru Forester VI zadebiutował w listopadzie 2023 roku podczas LA Auto Show. Wersja hybrydowa została zaprezentowana w USA wiosną 2025 roku.

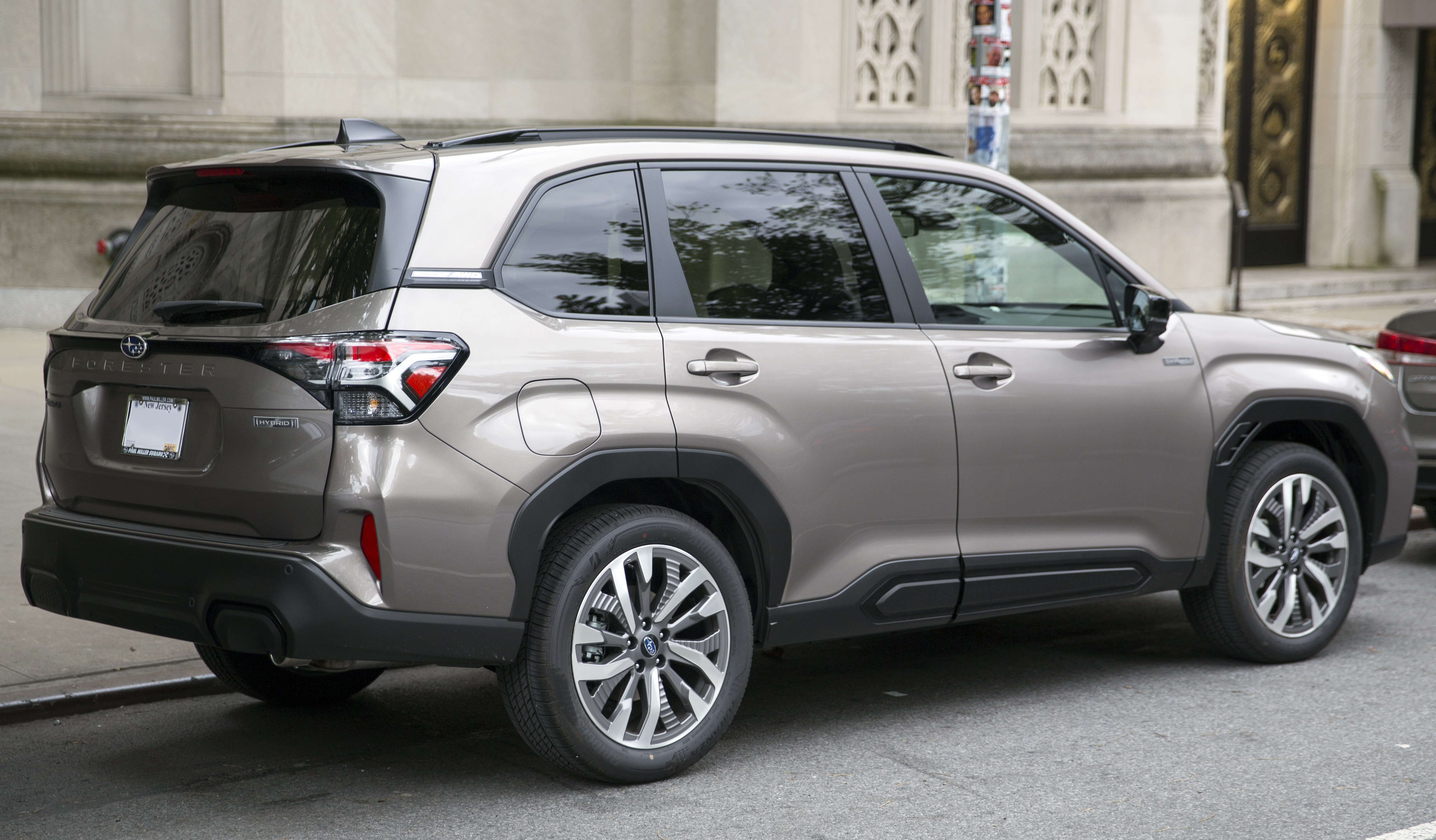
Subaru Forester VI - tył

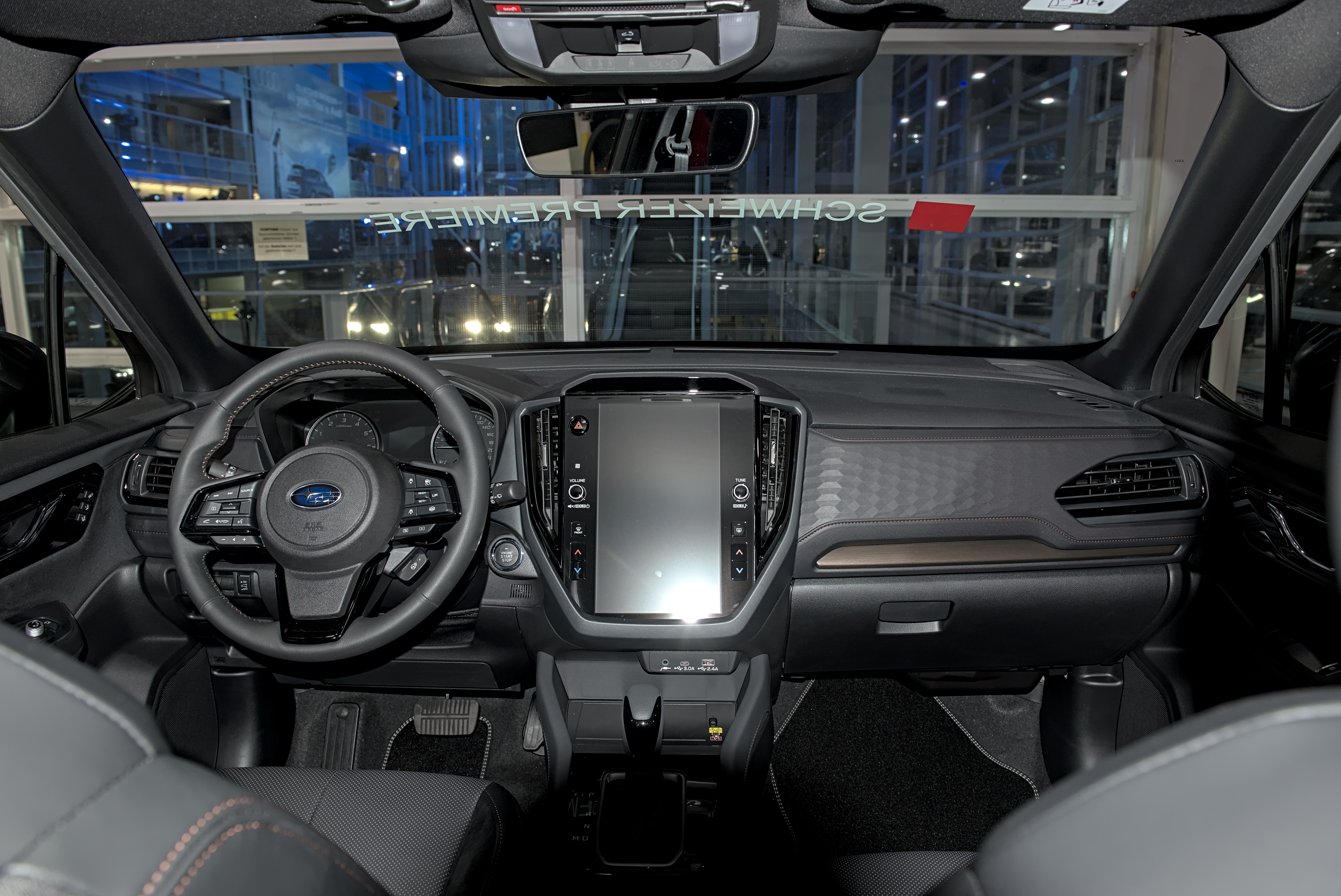
Subaru Forester - wnętrze

Subaru Forester szóstej generacji to gruntownie odświeżony model, który zachowuje charakterystyczny styl Forestera, ale z nowymi, eleganckimi akcentami. Wyróżnia go przede wszystkim nowy design z większą osłoną chłodnicy i przeprojektowanymi reflektorami LED. Wnętrze zyskało 11,6-calowy ekran dotykowy o orientacji pionowej. Nowy Forester oferuje ulepszony system EyeSight z 15 funkcjami, w tym 5 nowymi.
Wnętrze szóstej generacji Subaru Forestera przeszło szereg zmian, upodabniając się do większego Outbacka. Główną nowością jest 11,6-calowy, pionowy ekran dotykowy, który zastępuje tradycyjny panel klimatyzacji. Zastosowano również nowe materiały wykończeniowe, w tym opcjonalną skórzaną tapicerkę oraz elementy z aluminium i drewna. Poprawiono również izolację akustyczną, redukując hałas w kabinie.

### Bezpieczeństwo
W szóstej generacji Subaru Forester system EyeSight został znacznie ulepszony. Obejmuje teraz 15 funkcji, z czego 5 to zupełnie nowe i 7 to ulepszone w porównaniu do poprzedniej generacji. Kluczowe zmiany to nowa, szerokokątna kamera jednosoczewkowa oraz nowy przedni radar, co znacząco poprawia skuteczność rozpoznawania przeszkód i ogólną wydajność systemu. 

#### Zmiany w systemie EyeSight
Większa liczba funkcji: EyeSight oferuje 15 funkcji, w tym 5 nowych i 7 ulepszonych, co przekłada się na większe bezpieczeństwo kierowcy, pasażerów i pieszych.
Ulepszone rozpoznawanie przeszkód: Nowa kamera i radar pozwalają na skuteczniejsze wykrywanie przeszkód, takich jak pojazdy, piesi i przeszkody na drodze.
Lepsza obsługa w różnych warunkach: Ulepszony system lepiej radzi sobie w różnych warunkach pogodowych i drogowych, w tym na szutrze, błocie i śniegu. 
System hamowania przedkolizyjnego: Monitoruje obszar przed pojazdem i wykrywa potencjalne kolizje, automatycznie uruchamiając hamowanie w razie potrzeby.
Emergency Stop Assist: System awaryjnego zatrzymania w razie braku reakcji kierowcy.
Safe Lane Selection: System wspomagający bezpieczną zmianę pasa ruchu. 

### Wersje wyposażeniowe
- Trend
- Active
- Exclusive
- Platinum

Bazowa wersja Trend Subaru Forestera 6. generacji obejmuje 17-calowe felgi aluminiowe, automatyczną dwustrefową klimatyzację z filtrem przeciwpyłkowym, wentylację tylnej części kabiny, a także poduszki powietrzne kierowcy i pasażera oraz poduszki boczne. Dodatkowo, znajdziemy w niej system EyeSight z nową szerokokątną kamerą i radarem, system Emergency Driving Stop, a także elektrycznie sterowaną klapę bagażnika i indukcyjną ładowarkę.